# James Kirkwood, Sr.
James Kirkwood, Sr. (22 de febrero de 1875 – 24 de agosto de 1963) fue un actor y director cinematográfico estadounidense. 

## Resumen biográfico
Nacido en Grand Rapids (Míchigan), debutó en la pantalla en 1909 y pronto empezó a interpretar primeros papeles para D.W. Griffith. 
En 1912 se inició en la dirección, convirtiéndose en unos de los directores favoritos de Mary Pickford. Sin embargo, su carrera como director se apagó en 1920, aunque siguió actuando hasta bien entrada la década de 1950.
En 1923 se casó con la actriz Lila Lee, con la que tuvo un hijo, James Kirkwood, Jr., que fue escritor. 
James Kirkwood, Sr. falleció en Woodland Hills (Los Ángeles), California, en 1963, a los 88 años de edad. Fue enterrado en el Cementerio de Holy Cross en Culver City, California.

## Filmografía seleccionada
- At the Altar (1909)
- The Lonely Villa (1909)
- The Hessian Renegades (1909)
- Fools of Fate (1909)
- The Death Disc: A Story of the Cromwellian Period (1909)
- The Red Man's View (1909)
- In Little Italy (1909)
- To Save Her Soul (1909)
- The Day After (1909)
- The Rocky Road (1910)
- The Left-Handed Man (1913)
- The Green-Eyed Devil (1914)
- Home, Sweet Home (1914)
- Lord Chumley (1914)
- Cinderella (1914)
- The Man from Home (1922)
- Under Two Flags (1922)
- Human Wreckage (1923)
- The Devil's Holiday (1930)
- The Sun Shines Bright (1953)